# 市二医院站 (成都市)
市二医院站是成都地铁3号线和4号线的换乘车站，因临近成都市第二人民医院而得名，于2015年12月26日正式启用，是成都地铁通过共享单车的最热出行地铁站之一。

## 车站结构
市二医院站有两个岛式月台车站。3号线至4号线，通过楼道直接换乘，4号线至3号线通过绕道站厅层换乘。
| 地面      |                                    | 出入口                               |  |
| 地下 一层 | 站厅层                             | 安检、售票机、站内商店               |  |
| 地下 二层 |                                    | 4号线列车往万盛方向 （太升南路）     |  |
| 地下 二层 | 岛式月台，左边车门将会开启         |                                      |  |
| 地下 二层 | 4号线列车往西河方向 （玉双路）     |                                      |  |
| 地下 三层 |                                    | 3号线列车往成都医学院方向 （红星桥） |  |
| 地下 三层 | 岛式月台，左边车门将会开启         |                                      |  |
| 地下 三层 | 3号线列车往双流西站方向 （春熙路） |                                      |  |

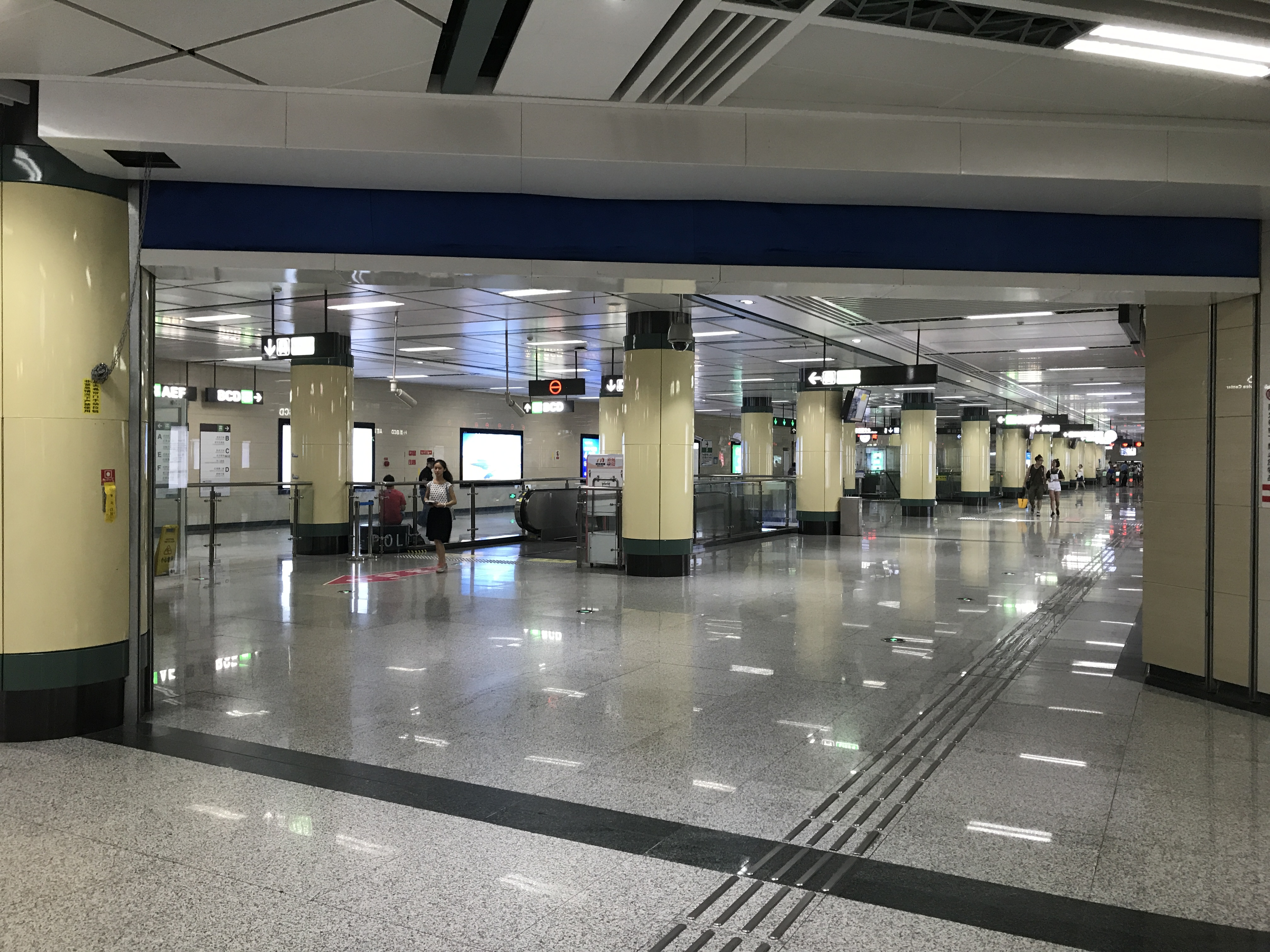
站厅层
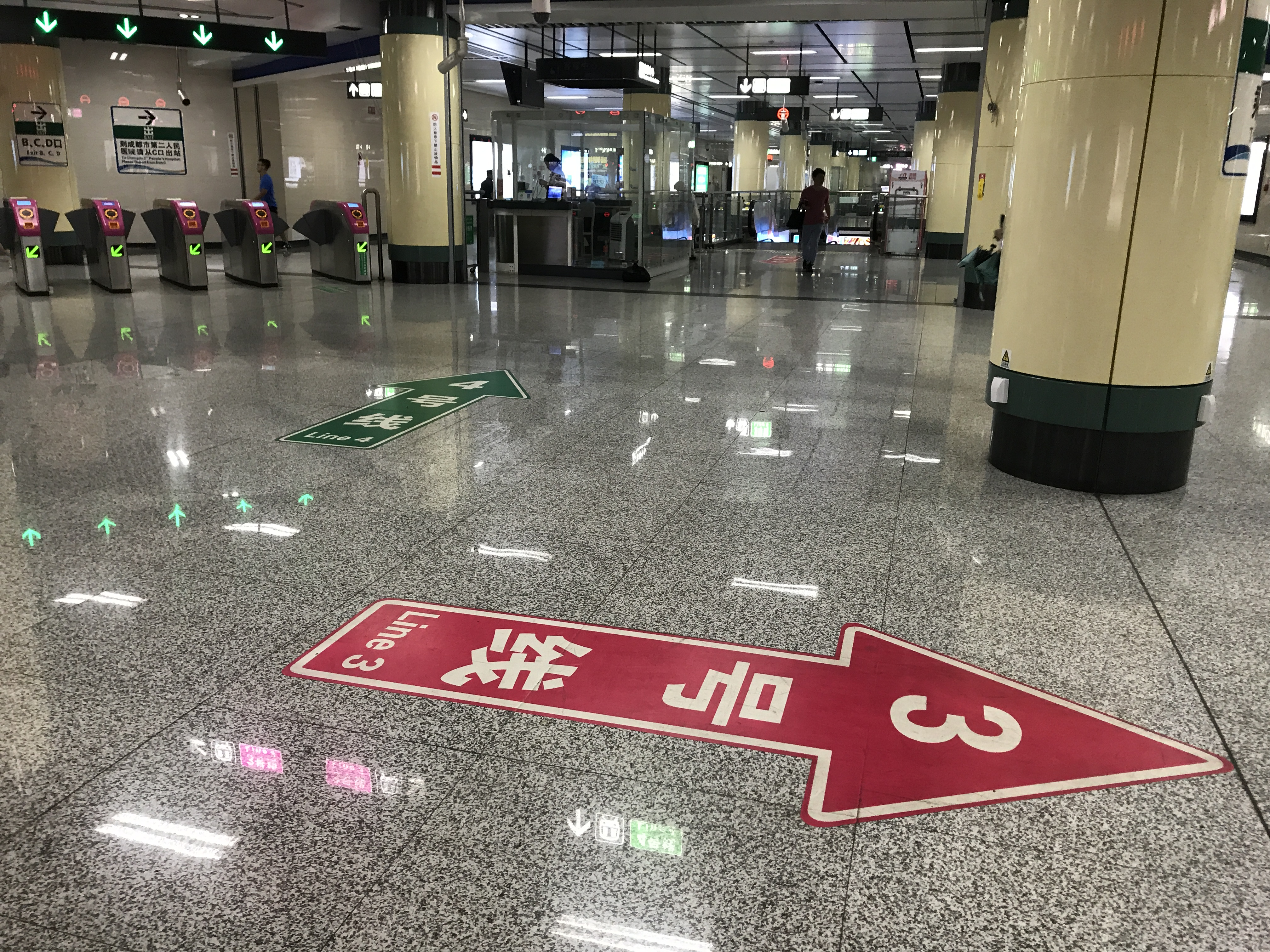
站厅层换乘导视
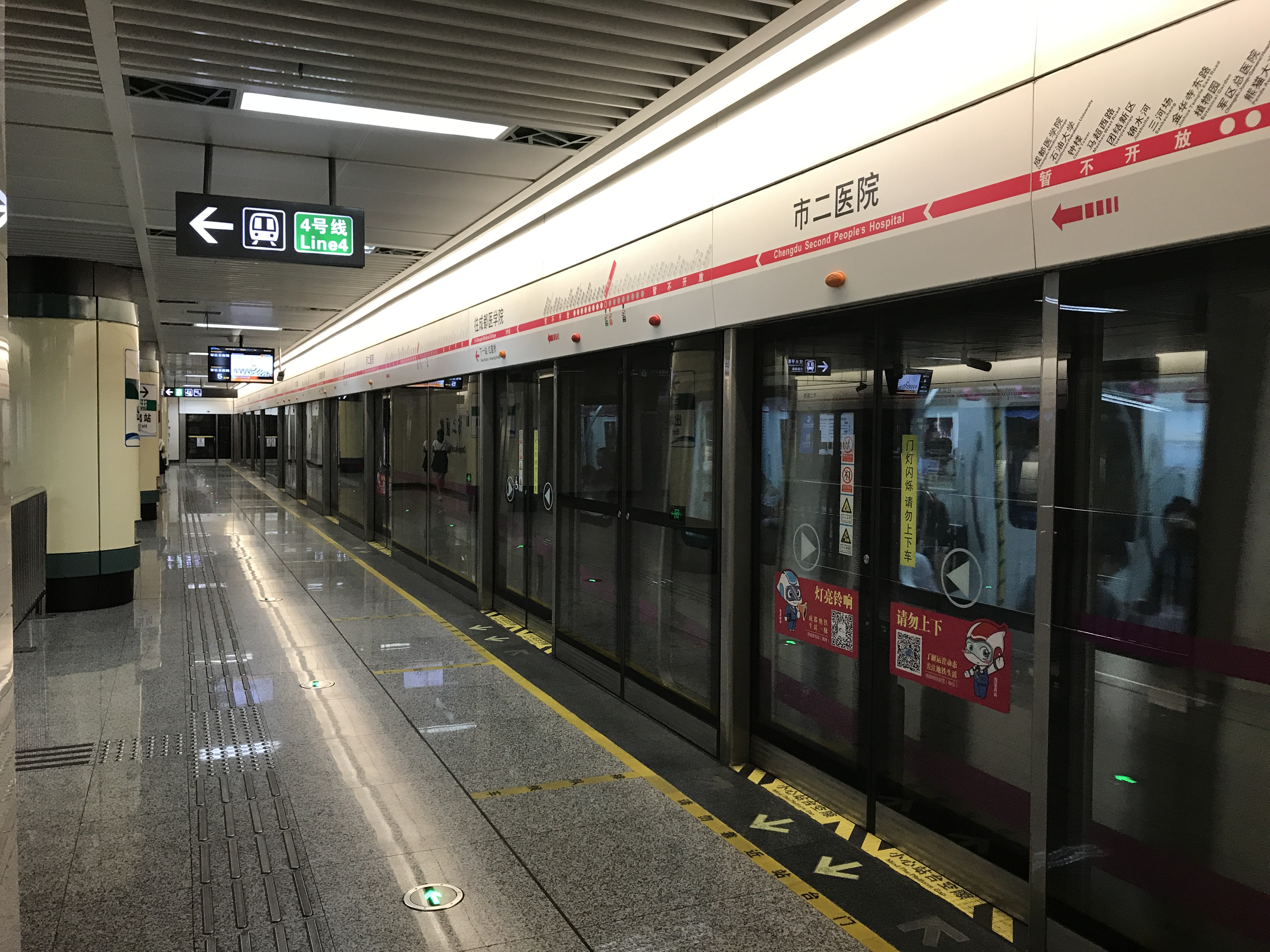
3号线站台
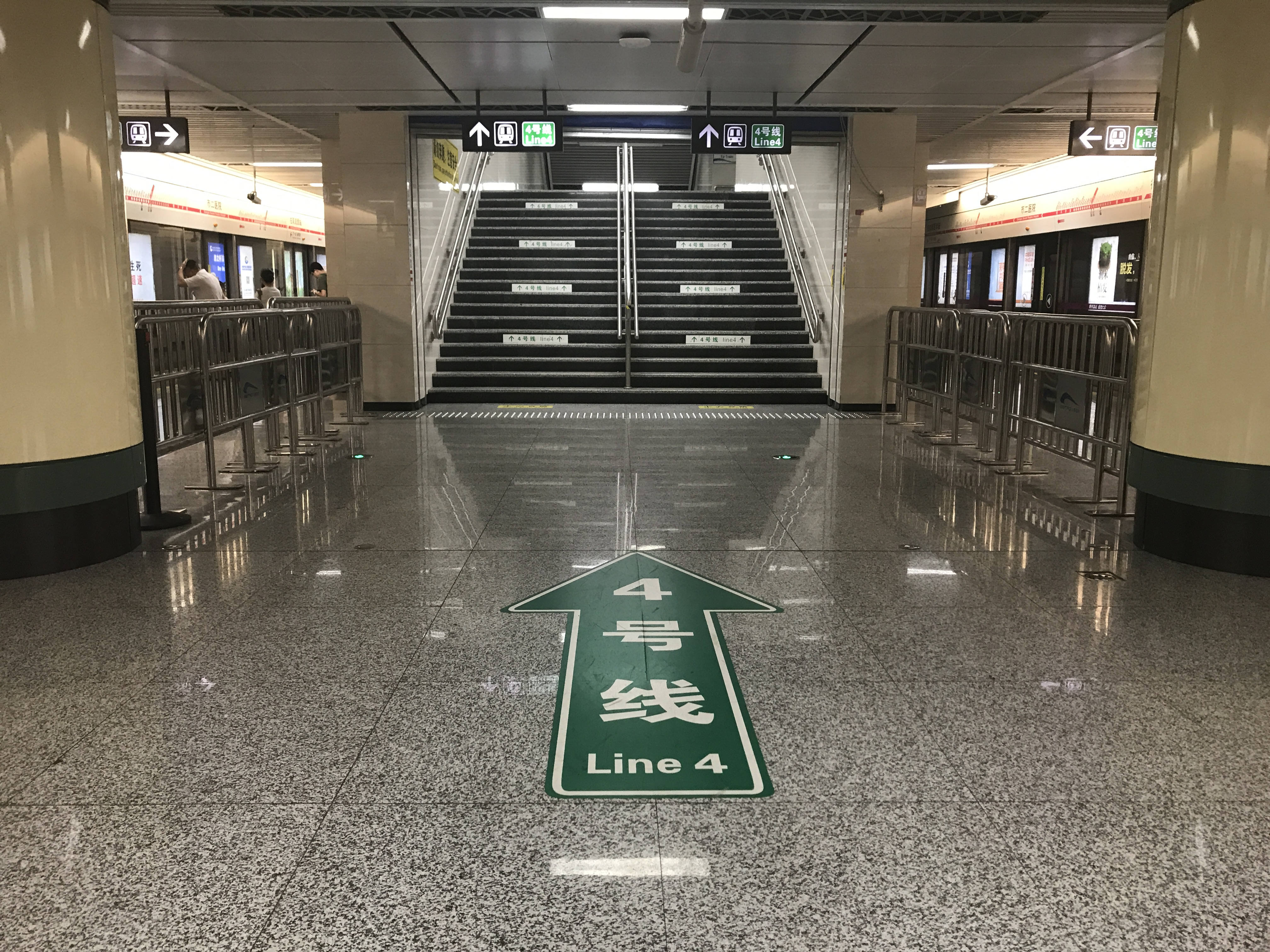
3号线站台至4号线站台的单向换乘通道
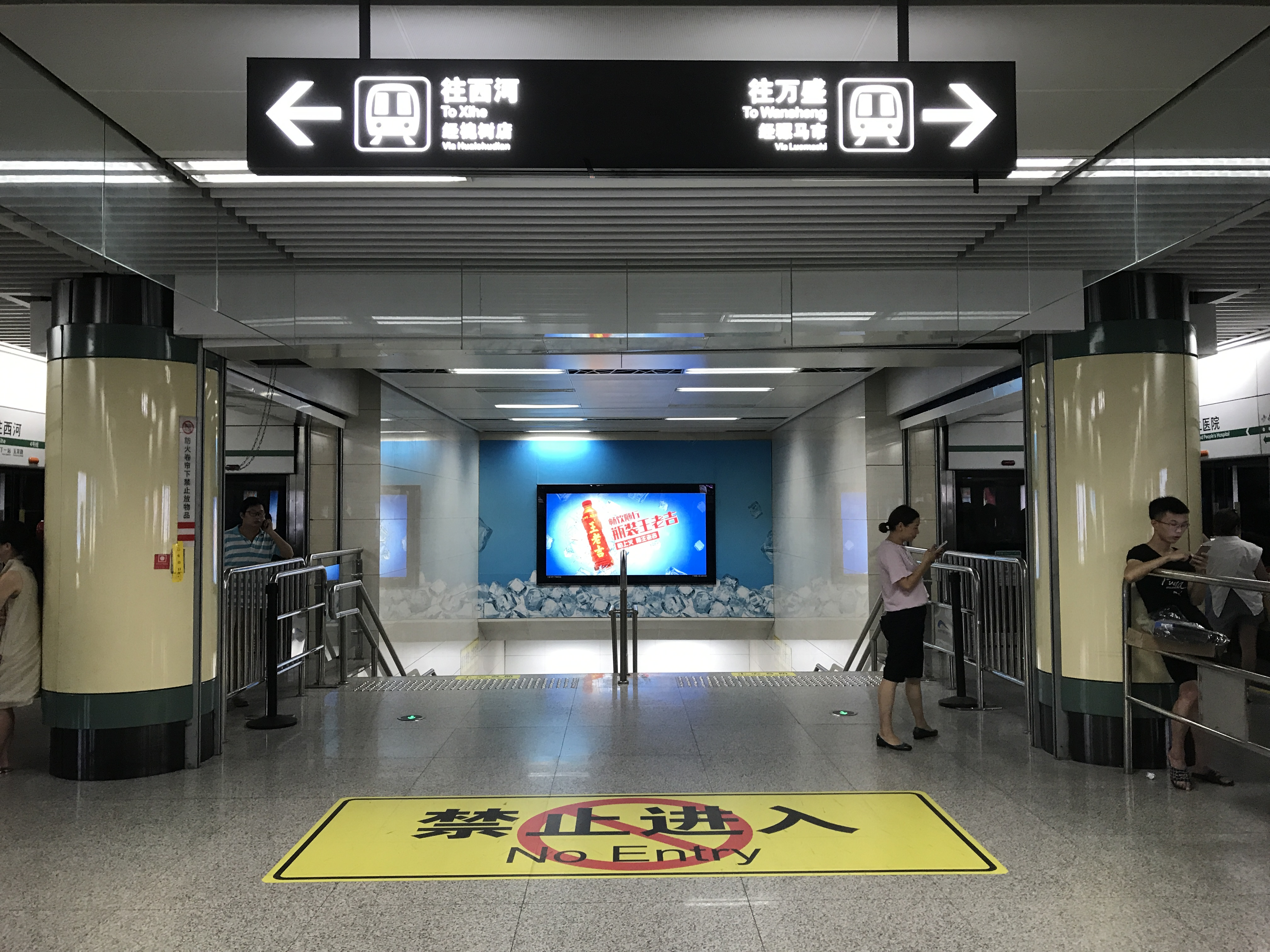
3号线站台至4号线站台的单向换乘通道
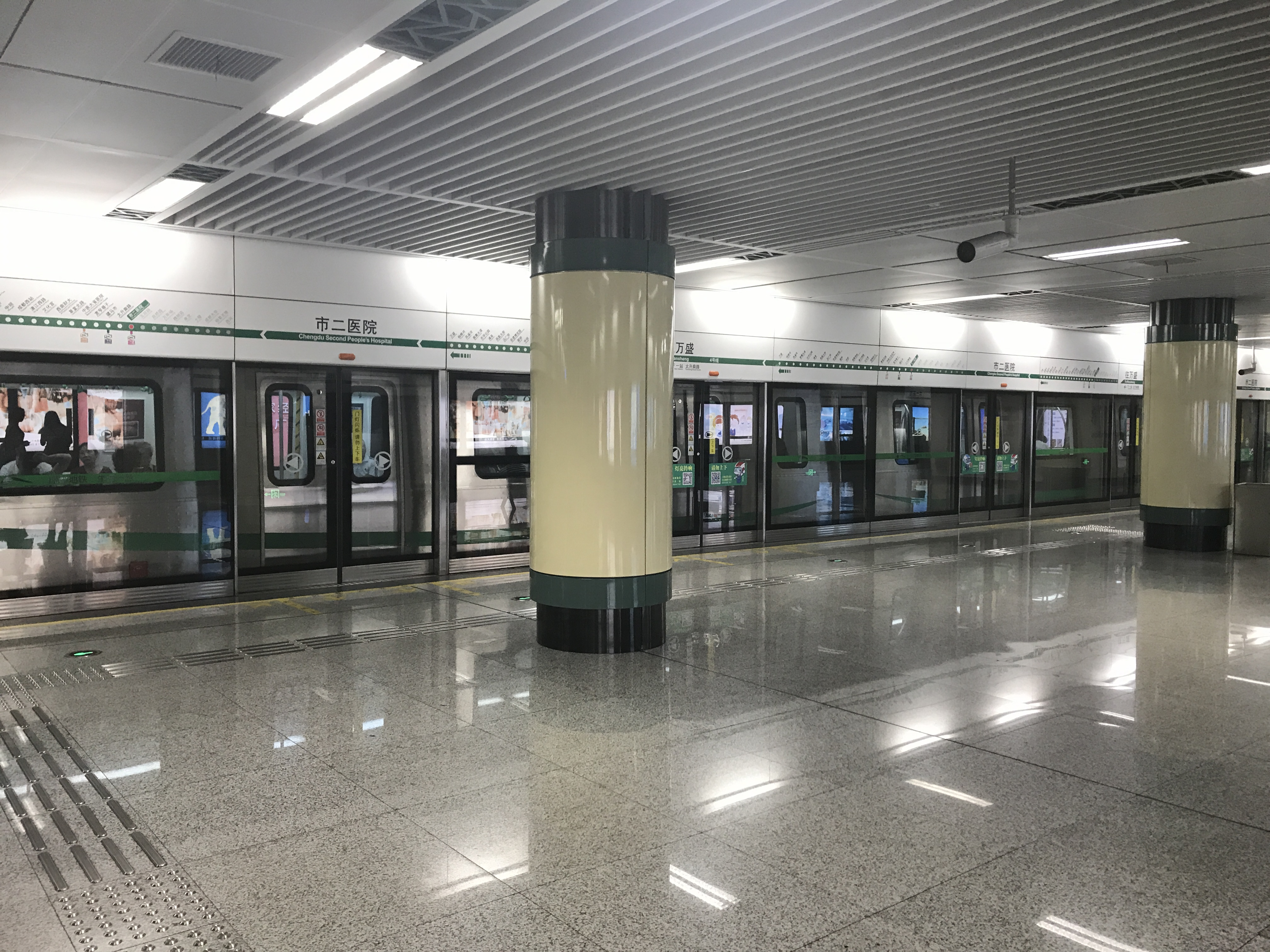
4号线站台
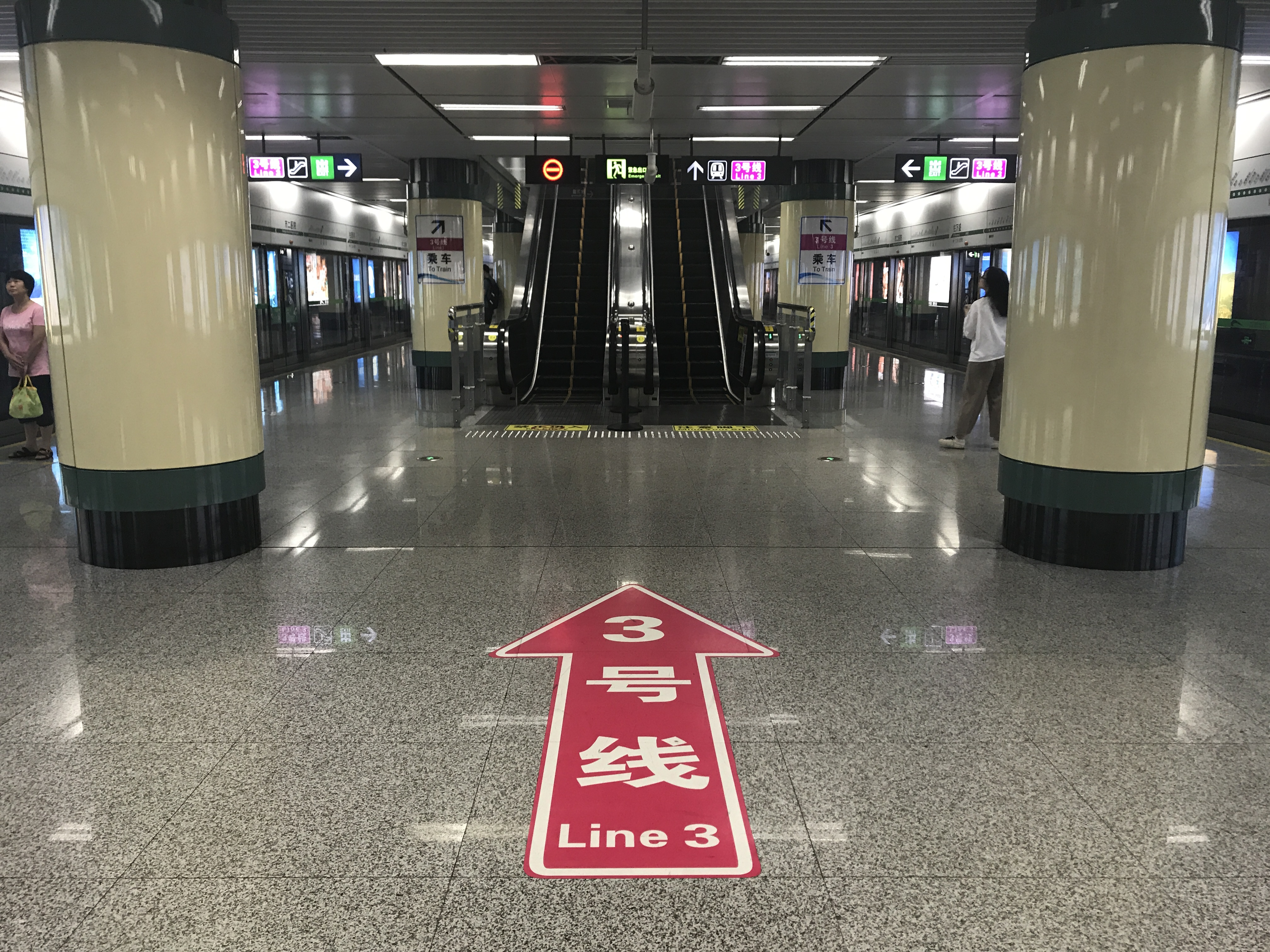
4号线站台至3号线站台的绕站厅换乘通道

## 车站服务
2016年1月21日，为落实成都市健康细胞工程建设，拓展健康促进活动，增强百姓健康维护意识，成都市第二人民医院与本站成立志愿共建示范点，为本站及邻近站点提供医疗保障，对地铁站内工作人员进行急救培训，开通地铁绿色急救通道，与站内工作人员一道对乘客开展健康宣教。

## 出入口
本站目前开放6个出入口。
|          |                         |                                                |      |
|          |                         |                                                |      |
| 出口编号 | 设施                    | 出口指示                                       | 照片 |
|          |                         | 红星路二段、岳府街                             |      |
| 出口 · B |                         | 武成大街、惜字宫南街                           |      |
| 出口 · C | 无障碍电梯 无障碍卫生间 | 武成大街、庆云南街、成都市第二人民医院庆云院区 |      |
| 出口 · D |                         | 武成大街、红星路二段                           |      |
| 出口 · E |                         | 红星路二段、武成大街、庆云西街                 |      |
| 出口 · F |                         | 红星路二段、岳府街、燕鲁公所街                 |      |

## 公交配套
6路、8路、18路、20路、28路、37路、49路、152路、154路、1033路。